# 기이신조역
기이신조역(일본어: 紀伊新庄駅, きいしんじょうえき)은 일본 와카야마현 다나베시에 있는, 서일본 여객철도의 철도역이다. 기세이 본선이 지나가며, 기노쿠니 선 소속 열차들을 이용할 수 있다.

## 역 구조
상대식 2면 2선 구조의 지상역으로, 열차끼리의 교행이 가능하다. 기이타나베역이 관리하는 무인역이다. 역사와 승강장은 과선교로 이어져 있다. 역사 안에는 자동발권기가 있으며, 어른 요금으로 650엔 거리까지의 승차권을 끊을 수 있다.

### 승강장
| 1 | ■ 기노쿠니 선 | 기이타나베 · 와카야마 방면 |
| 2 | ■ 기노쿠니 선 | 스사미 · 신구 방면         |

## 역세권 정보
- 국도 제42호선
- 다나베시청 신조 출장소

## 역사
- 1933년 12월 20일 - 일본국유철도의 역으로 개업하였다.
- 1987년 4월 1일 - 민영화에 따라 서일본 여객철도의 소속이 되었다.

## 인접역
| 서일본 여객철도 기세이 본선 | 서일본 여객철도 기세이 본선 | 서일본 여객철도 기세이 본선 |
| --------------------------- | --------------------------- | --------------------------- |
| 앗소 신구 방면              | ■ 기노쿠니 선 보통          | 기이타나베 와카야마 방면    |